# Jaroslav Brož (atlet)
Jaroslav Brož (8. listopadu 1950 Pardubice – 14. července 1975 tamtéž) byl československý atlet, který se věnoval skoku do dálky.
V roce 1971 skončil osmý na halovém ME v Sofii. Jeho největším úspěchem byla bronzová medaile, kterou vybojoval na halovém mistrovství Evropy ve francouzském Grenoblu v roce 1972. V témže roce reprezentoval na Letních olympijských hrách v Mnichově, kde se umístil v kvalifikaci na čtrnáctém místě (776 cm) a do dvanáctičlenného finále nepostoupil. O rok později skončil na halovém ME v Rotterdamu čtvrtý.
Zemřel na rakovinu varlat ve věku 24 let. Michal Polák z Antidopingového výboru ČR jej uvádí jako příklad sportovce, který za užívání anabolik zaplatil životem.

## Osobní rekordy
- hala – 788 cm – 11. březen 1972, Grenoble
- venku – 798 cm – 28. červen 1972, Varšava